# Victor Neumann
Victor Neumann (n. 28 octombrie 1953, Lugoj, Republica Populară Română, România) este un istoric și filosof al culturii române, profesor de istoria modernă a României și istoria modernă a Europei la Facultatea de Litere, Istorie și Teologie a Universității de Vest din Timișoara.
Este cofondator – împreună cu profesorul Armin Heinen de la RWTH Aachen – și director (2008-2016) al Școlii Doctorale Internaționale de Istorie Conceptuală „Reinhart Koselleck” din cadrul Universității de Vest din Timișoara. Este colaborator periodic al unor prestigioase reviste internaționale și românești, publicând peste 500 de articole. A primit premii și distincții pentru merite deosebite în activitatea științifică, didactică și artistică.

## Biografie
Studii gimnaziale și liceale la Ineu. Studii superioare la Universitatea Babeș-Bolyai din Cluj, Facultatea de Istorie-Filozofie, Secția Istorie. Licențiat în istorie și științe sociale (1976) cu o teză despre contribuția periodicelor de limbile română, maghiară și germană la afirmarea istoriografiei din Transilvania în prima jumătate a secolului al XIX-lea. Coordonatorul tezei: prof. dr. Pompiliu Teodor. Studii doctorale la Universitatea din București, Facultatea de Istorie, finalizate (în 1992) cu teza intitulată Geneza ideilor moderne în Europa Centrală și de Sud-Est (1750-1850), coordonator acad. Răzvan Theodorescu. Studii postdoctorale la universități și institute din București, Berlin, Bonn, Paris, Viena, Budapesta, Amsterdam-Wassenaar, Washington D.C., sub îndrumarea lui Paul Cornea, Scheiber Sándor/Alexander, Domokos Kosáry, Clemens Heller, George McLean, Reinhart Koselleck.
Potrivit CNSAS și deciziei Curții de Apel București, Neumann ar fi colaborat cu Securitatea regimului național-comunist în anii 1977-1989. Constatarea se bazează pe adoptarea necritică și necomentată a înregistrărilor Securității, adică o operațiune de lectură care amintește de reproducerea mecanică a semnelor. Deciziile juridice întemeiate pe acuzele CNSAS privind tema colaborării cu Securitatea ca poliție politică sunt marcate de absența studiilor de specialitate. Problema este că extrasele din sursele CNSAS sunt citite ca declarații factuale, mai ales de către instanțele de judecată, deși, după ce CNSAS eșuează ca instituție de evaluare științifică și din motive de legalitate, justiția română ar trebui să solicite istoricii profesioniști. A apărut și continuă să apară impresia unei jurisdicții în interesul luptei dintre partidele politice. Hotarârea Curții de Apel București se bazează exclusiv pe notele informative ale ofițerilor de securitate întrucât în dosarul lui Neumann nu există „note olografe” despre absolut nimeni, fapt ignorat de CNSAS și de justiție. Faptul că o carieră științifică și o bogată activitate publică precum cea a lui Victor Neumann au început cu adevărat abia după 1989, vorbește mai degrabă de ipostaza de victimă decât de aceea de adept al sistemului comunist. Documentele Securității sunt adesea distorsionate sau pline de minciuni, la fel ca multe altele (exemplul informațiilor privind producția economică), aparținând regimului comunist. Cei care folosesc aceste documente împotriva altora fără nici o referință critică, fără cercetări aprofundate și fără contextualizare, se transformă în slujitorii credincioși de astăzi ai Securității. Aceasta, mai ales în cazul acelora cărora le lipsesc orice fel de abilități critice. Același lucru se aplică fișierelor Stasi și, prin urmare, acestea nu mai au credibilitate în Germania. Ne pot spune dosarele, precum și bărbații și femeile din spatele lor, ceva mai mult despre comunism, Războiul Rece și despre sensul sau nonsensul spionajului? Cine le cercetează în scopul cunoașterii epocii va identifica lesne metodele de intimidare și șantaj, de forță și suprimare a libertăților fundamentale; cine vrea să cunoască particularitățile fiecărui stat, va citi documentele având în vedere comportamentul masei și al elitelor intelectuale. Într-adevăr, lustrația românească nu e altceva decât legiferarea de către urmașii activiștilor a principiului învățat în familie, «cine nu e cu noi e împotriva noastră» și, desigur, «trebuie eliminat».

## Activitate profesională
Muzeograf, Muzeul Golești-Pitești (1976-1977), Muzeul Banatului din Timișoara (1977-1980), Muzeul Federației Comunităților Evreiești din România (1980-1981); profesor de liceu la Timișoara (1981-1985); bibliotecar, Biblioteca Județeană Timiș (1986-1988); consilier al ministrului culturii (1990-1992); cercetător științific, Institutul de Teorie Socială al Academiei Române din București (1992-1994), director al Institutului Intercultural Timișoara (1994-1996); cercetător științific, Institutul de Științe ale Educației din București (1996-1998); conferențiar, Universitatea de Vest din Timișoara (1998-2001); profesor, Universitatea de Vest din Timișoara (2001-2018); director al Muzeului Național de Artă Timișoara (2013-2021); cercetător științific principal I, Institutul de Studii de Istorie și Cultură a Banatului, Academia Română, Filiala Timișoara (2008-2023); profesor invitat, Universitatea Națională de Arte București (2023-2024).

## Experiență națională/internațională (didactică și de cercetare)
- Cercetător științific invitat: Maison des Sciences de l'Homme, Paris, 1991/1999; International Research and Exchanges Board (IREX), Washington, D.C., 1993; Ecole des Hautes Etudes en Sciences Sociales, Paris, 1999;
- Bursier Elias al Academiei Române, afiliat la Institut für Osteuropaische Geschichte, Universitatea din Viena, 1995;
- Bursier NATO, 1995-1997;
- Bursier Fulbright, afiliat la Universitatea Catolica a Americii din Washington, D.C., 2000-2001;
- Profesor invitat la: Universitatea din Angers, 1999, 2004; Universitatea Central Europeană (CEU) din Budapesta, 1999; Ecole Pratique des Hautes Etudes, Universitatea Sorbona din Paris, 2004; Universitatea din Viena (2003-2004) etc.;
- Proiect CNCSIS, Centrul de Studii Americane a Unversității din București, 2007-2010;
- Proiect Volkswagen Stiftung, 2008-2012, fondarea - împreună cu prof. Armin Heinen - a Școlii Doctorale Internaționale de Istorie Conceptuală «Reinhart Koselleck», cooperare între Universitatea de Vest din Timișoara și Universitatea din Aachen etc.
- Director de proiect de cercetare CNCS: Istoria conceptelor și istoria conceptuală - aplicații novatoare în istoriografiile română și est-europeană, Universitatea de Vest din Timișoara - 2011-2014.

## Lucrări publicate

### Cărți de autor

#### În limba română
- Tentația lui Homo Europaeus. Geneza ideilor moderne în Europa Centrală și de Sud-Est, Editura Științifică, București, 1991, 278p. ISBN 973-44-0008-8; Ediția a II-a revăzută și adăugită, Editura ALL, București, 1998, 240p. ISBN 973-571-212-1; Ediția a III-a revăzută, Polirom, Iași, 2006, 308 p. ISBN (10) 973-46-0347-7; traducerea în limba engleză, în SUA: The Temptation of Homo Europaeus, East European Monographs Boulder, Colorado, Columbia University Press, New-York, 1993, Traducere de Dana Miu, 269 p. ISBN 0-88033-281-6); traducere în limba sârbă: Iskusenja Homo Europaeusa, Pesic i Sinovi, Beograd, 2011.
- Vasile Maniu – Monografie istorică, Editura Facla, Timișoara, 1984, 210 p.
- Convergențe spirituale (Studii privind relațiile culturale și politice în Europa Centrală și de Est, 1750-1850), Editura Eminescu, 1986, 214 p.
- Istoria evreilor din România. Studii documentare și teoretice, Editura Amarcord, Timișoara, 1996, 290 p. ISBN 973-9244-09-2
- Identități multiple în Europa regiunilor. Interculturalitatea Banatului/Identités multiples dans l’Éurope des regions. L’Interculturalité du Banat, Hestia, 1997, 145 p. ISBN 973-9192-61-6
- Istoria evreilor din Banat. O mărturie a multi- și interculturalității Europei Oriental-Centrale, Editura Atlas – Du Style, București, 1999, 260 p. ISBN 973-99275-4-8
- Ideologie și Fantasmagorie. Perspective comparative asupra gândirii politice în Europa Est-Centrală, Iași, 2001, 224 p. ISBN 973-683-560-X
- Istorie Individuală vs. Istorie Colectivă. Prim-rabinul Ernest Neumann, O restituire de prof.univ.dr. Victor Neumann, Timișoara, 2002, 111p. ISBN 973-8215-79-X
- Neam, Popor sau Națiune? Despre Identitățile Politice Europene, București, 2003. Ediția a II-a adăugită, București, 2005, 229p. ISBN 973-669-154-3
- Interculturalitatea Banatului, Editura Univ. Al. I. Cuza, Iași, 2015, 175 p. ISBN 978 606 714 109 2
- Die Interkulturalitaet des Banats, Berlin, 2015, 160 p. ISBN 978 3 7329 0116 6
- Conceptul de natiune la români si unguri: un studiu despre identitatile politice; Iași, 2013, 64 p. ISBN 978 973 611 951 4
- Conceptualizarea istoriei și limitele paradigmei naționale, Editura Rao, 2015, 215 p. ISBN 978 606 776 071 2
- Reinhart Koselleck - 100. Istorie, Memorie și Teoria Istoriei, Editura Datagroup, Timișoara, 2023, 90 p. ISBN 978-606-8615-79-0

#### În limbile engleză, germană, franceză, spaniolă, sârbă
- The Temptation of Homo Europaeus, East European Monographs Boulder, Colorado, Columbia University Press, New-York, 1993, Translated by Dana Miu, 269 p. ISBN 0-88033-281-6); New edited, revised and updated version: The Temptation of Homo Europaeus. An Intellectual History of Central and Southeastern Europe, Translated by Dana Miu and Neil Titman, Scala Publishers, London, 2020, 320 p. ISBN 978 1 78551 2414
- Identités multiples dans l’Europe des Régions L.’Interculturalités du Banat, Traduit du Roumaine par Maria Țenchea, Editions Hestia, Timișoara,1996. 67 p. ISBN 973-9192-61-6
- Iskusenja Homo Europaeusa, Pesic i Sinovi, Beograd, 2011, ISBN 978-86-7540-136-0
- La Tentacion de Homo Europaeus. La genesis de las ideas modernas en Europa Central y del Sudeste, Traductores Fabianni Belemuski y Javier de la Fuente, Libro distinguo con el Premio A.D. Xenopol de la Academia Rumana, Niram Art, Madrid, 2017, ISBN 978-84-945467-4-7
- Between Words and Reality: Studies on the Politics of Recognition and Changes of Regime in Romania, Council for Research of Values and Philosophy – The Catholic University of America, Washington, D.C., 2001, 200 p. ISBN 1-56518-161-1
- Conceptually Mystified: East-Central Europe Torn Between Ethnicism and Recognition of Multiple Identities, Enciclopedică Publishing House, Bucharest, 2004, 230 p. ISBN 973-45-0484-3
- Die Interkulturalitaet des Banats, Berlin, 2015, 160 p. ISBN 978 3 7329 0116 6
- The End of a History: The Jews of Banat from the Beginning to Nowadays, Bucharest, 2006, 243 p. ISBN 973-737-135-6
- Essays on Romanian Intellectual History, West University of Timișoara Press, Timișoara, 2008, 227 p. ISBN 978-973-125-141-7; ediția a doua, Institutul European, Iași, 2013 ISBN 978-973-611-950-7
- Kin, People or Nation? On European Political Identities, With a Foreword by Hans Erich Boedeker, Translation by Gabi Reigh, Scala Publishers, Londra, 2021, 175 p.   ISBN 978-1-78551-374-9

### Traduceri
- Conceptul de Istorie de Reinhart Koselleck, Traducere din germană în română (împreună cu Patrick Lavrits) și studiu introductiv de Victor Neumann, (Cf. Geschichtliche Grundbegriffe. Historisches Lexikon zur politisch-sozialen Sprache in Deutschland, Band 2, Klett-Cota, 2004, p. 625-717), Editura Universității Al. Ioan Cuza, Iași, 2005, 130 p. ISBN 973-703-082-6

### Ediții coordonate
1. Identitate și Cultură. Studii privind istoria Banatului, Editura Academiei Române, București, 2009.ISBN 978 973 27 1793 6
2. Istoria României prin concepte. Perspective alternative asupra limbajelor social-politice, (Editor coordonator împreună cu Armin Heinen), Editura Polirom, Iași, 2010.[8][9] ISBN 978 973 46 1803 3
3. Cinci concepte ale gândirii politice românești, (Editor coordonator împreună cu Henriete Richer), Timișoara, 2011. ISBN 978 973 60 26 102
4. Key concepts of Romanian history: alternative approaches to socio-political languages (together with Armin Heinen), translated by Dana Mihailescu, Central European University Press, Budapest-New York, 2013. ISBN 978 615 522 51 61
5. Istoria Banatului. Studii privind particularitățile unei regiuni transfrontaliere, ediția I, București, 2015; ediția a II-a, București, 2016,700 p. ISBN 973 27 2620 4
6. The Banat of Timișoara. A European Melting Pot, London, 2019, 494 p. ISBN 978 1 78551 124 0
7. Das Temeswarer Banat. Eine europäische Regionalgeschichte, Herausgegeben von Victor Neumann, Übersetzung und Übertragung aus dem Rumänischen und Englischen von Armin Heinen, De Gruyter Verlag, Berlin, 2022, 566 p.

## Membru în asociații profesionale și colective de redacție
Membru în Comisia de experți ARACIS pentru acreditare a studiilor de master în științe umaniste, Ministerul Educației, Cercetării, Tineretului și Sportului (2009-2011); Membru al Uniunii Scriitorilor din România (din 2010); Membru al Grupului de Studii de Istorie Conceptuală Europeană cu sediul la Helsinki (din 2010); Membru al Academiei Germano-Române cu sediul la Mainz (din 2010); Membru al Academiei Sârbe de Științe ale Educației (din 2010). Membru și vicepreședinte al Colegiului Consultativ pentru Cercetare-Dezvoltare și Inovare (Organism de Specialitate al Administrației Publice Centrale a României) (2011-2012).

## Premii și distincții
A primit premii și distincții pentru merite deosebite în activitatea științifică, didactică și artistică. De pildă: Premiul „A.D. Xenopol” al Academiei Române pentru volumul: Tentația lui Homo Europaeus. Geneza spiritului modern în Europa Centrală și de Sud-Est, Editura Științifică, București, 1991; Ordinul Național „Serviciul Credincios” în gradul de Cavaler conferit de Președintele României pentru merite deosebite, talentul și dăruirea arătate în îndelungata activitate artistică, științifică și didactică prin care a promovat tradițiile culturale specifice fiecărei comunități etnice și valorile autentice ale artei universale, creând un spațiu de exemplară conviețuire de civilizație românească/Decretul nr. 488 din 1.06.2002; Diplomă de Excelență pentru promovarea imaginii Timișoarei, acordată de către Primăria Timișoara, 2005; Diplomă de Excelență acordată de Universitatea de Vest din Timișoara pentru promovarea proiectelor de cercetare internațională, 4 octombrie 2010.

## Opera
Victor Neumann este unul dintre profesorii care a continuat buna tradiție a școlii românești de istorie, bogata sa activitate științifică din ultimele două decenii și jumătate fiind recunoscută prin studiile și cărțile publicate la renumite edituri românești și internaționale, precum și  numeroasele conferințe susținute în România, în Europa  și în SUA. La fel de importante sunt și conferințele organizate de Domnia Sa la Universitatea din Timișoara, A înființat o școală doctorală internațională de istorie conceptuală și un Centru de Studii Avansate împreună cu profesorul Armin Heinen de la Universitatea din Aachen, resprezntând o prestigioasă cooperare inter-universitară româno-germană. Prin contribuțiile aduse, Victor Neumann este unul dintre istoricii care a dezvoltat puncte de vedere echilibrate, o perspectivă interdisciplinară în care evidentă este cooperarea transfrontalieră europeană cu multe beneficii metodologice și de orientare teoretică. El este un universitar strălucit, un inițiator al studiilor de istorie a conceptelor românești și de istorie conceptuală românească și central-sud-est europeană. Prin ceea ce gândește, studiază și scrie are un rol în internaționalizarea cercetărilor românești, extinzând analizele și dând o înțelegere a trecutului local și național în context european.
Între istoricii contemporani ale căror scrieri au influențat reflecția asupra istoriei, Victor Neumann ocupă un loc foarte important, nu doar datorită tematicilor și modului în care le-a abordat, ci și a numeroaselor schimburi de idei desfășurate „pe viu” în întruniri și discuții formale și informale de-a lungul a peste trei decenii. Ca profesor și mentor al tinerilor cercetători, a format numeroase generații de studenți și cercetători care îi datorează în mare măsură deschiderile de orizont științific și profesional de care se bucură în prezent. Contribuțiile lui Victor Neumann sunt socotite importante în planurile filosofiei și epistemologiei istoriei, filosofiei politice și studiilor culturale. Lecturile lucrarilor lui Victor Neumann dezvăluie afinitățile sale cu numeroși gânditori importanți, istorici, filosofi și politologi, printre care Fernand Braudel, Karl Popper, R.G. Collingwood, Raymond Aron, Reinhard Koselleck sau Hannah Arendt. Perspectiva interdisciplinară, proiectată asupra tuturor temelor abordate, i-a permis istoricului urmărirea stăruitoare și „descâlcirea” prin analize atente și explicații clare a complicatelor țesături de linii de forță și direcții de circulație a cărților, ideilor și intelectualilor în spații ale căror melanje culturale și lingvistice par celor mai mulți imposibil de înțeles în mod științific. Una din mizele cărturărești cele mai mari ale lui Victor Neumann – aceea de a convinge tot mai multe medii academice occidentale prestigioase să renunțe la ideea că Europa centrală și răsăriteană este un conglomerat de regiuni obscure cu o importanță marginală în raport cu marile fenomene și tendințe istorice ale modernității timpurii și târzii – a fost câștigată.
Cartea sa mult citată și comentată, Tentația lui Homo Europaeus. O istorie intelectuală a Europei Centrale și de Sud-Est (The Temptation of Homo Europaeus. An Intellectual History of Central and Southeastern Europe, Scala Publishers, Londra, 2020) include ample contribuții documentare și teoretice, e o lucrare ce explorează noțiunea de unitate europeană mergând până în Evul Mediu, una care a fost zădărnicită de regimul Ceaușescu într-un moment în care diversele comunități au fost subsumate unui ideal naționalist "românesc".  Amestecul de istorie personală și națională, această coliziune, a dus la o lucrare de o extraordinară perspicacitate, profunzime și actualitate. E vorba de un volum e dovezi de-a dreptul uluitor – și, cu siguranță, convingător -, așa cum este așezat ferm în registrul istoric. Victor Neumann nu numai că oferă o bogăție de resurse pentru orice cititor suficient de deschis și vizionar pentru a transcende clișeele obișnuite ale Vestului asupra Estului, dar arată că situația a fost întotdeauna mai nuanțată, mai complicată, mai multi-situată și mai interesantă decât au conceput-o vreodată occidentalii. 
Ca urmaș al unei căsătorii mixte, trăind în Banat - tatăl său era evreu german și mama sa era româncă ortodoxă – Victor Neumann are mai multe de spus pe această temă. El nu ezită să pună întrebări cu privire la motivele pentru care evreii și-au adus aportul la promovarea identității europene contemporane, în acest scop invocînd: natura nomadă a vieții evreilor de-a lungul mai multor secole; politicile și toleranțele schimbătoare din Europa creștină; dragostea lor pentru cărți și ușurința de a-și însuși limbile; tendința generală de a nu pune accent pe proprietatea funciară, ci pe efortul de a excela în meserii, toate înseamnînd inteligență și adaptabilitate. Neumann deconstruiește noțiunile de «margine» și «centru» sau de «centru» și «periferie».  El contestă natura reductivă a binarismului și aceasta pentru că așa cum ne-a reamintit Derrida, binarismele maschează o ierarhie, subliniind caracterul eronat al conceptului.  Noțiunea de margine sau de marginal implică o ontologie, una pe care o cunoaștem cu toții, dar pe care o afirmăm atât de rar în mod deschis, și anume că Occidentul - Franța, Germania și Anglia - constituie o centralitate, iar orice altceva este periferic față de acesta.  Tocmai o astfel de gândire este problema.  Este ca și cum ai spune că există un loc în care se întâmplă lucruri în afara căruia se găsește un Nicăieri, ca și cum Nicăieri ar fi posibil oriunde pe planetă.  În Tentația lui Homo Europaeus această perspectivă e reconsiderată, istoricul conceptual preferînd noțiunea de centre multiple și chiar de puncte infinite. Sau, altfel spus, în sensul universalizant al cărții, globul însuși operează ca un centru.  Postfața acestei cărți e de-a dreptul revoluționară, trimițînd la o altă carte a lui Victor Neumann, Banatul Timișoarei: Un amalgam european (The Banat of Timișoara. A European Melting Pot, Scala Publishers, Londra, 2019). Și în acest caz e vorba de o noutate istorico-istoriografică. Într-un sens, Banatul a fost Europa înainte de Europa, un loc în care gesturile universalizatoare depășesc sfera teoretică pentru a intra în domeniul praxisului. Victor Neumann provine de acolo, ceea ce, în multe privințe, a influențat viziunea sa asupra unei Europe capabile să transceadă segregarea.